# Leichtathletik-Weltmeisterschaften 2001/20 km Gehen der Männer
Das 20-km-Gehen der Männer bei den Leichtathletik-Weltmeisterschaften 2001 wurde am 4. August 2001 in den Straßen der kanadischen Stadt Edmonton ausgetragen.
In diesem Wettbewerb errangen die russischen Geher alle drei Medaillen. Weltmeister wurde der Inhaber der Weltbestzeit Roman Rasskasow. Silber ging an den Titelverteidiger, Olympiazweiten von 1996 und amtierenden Europameister Ilja Markow. Wiktor Burajew gewann die Bronzemedaille.

## Bestehende Bestmarken

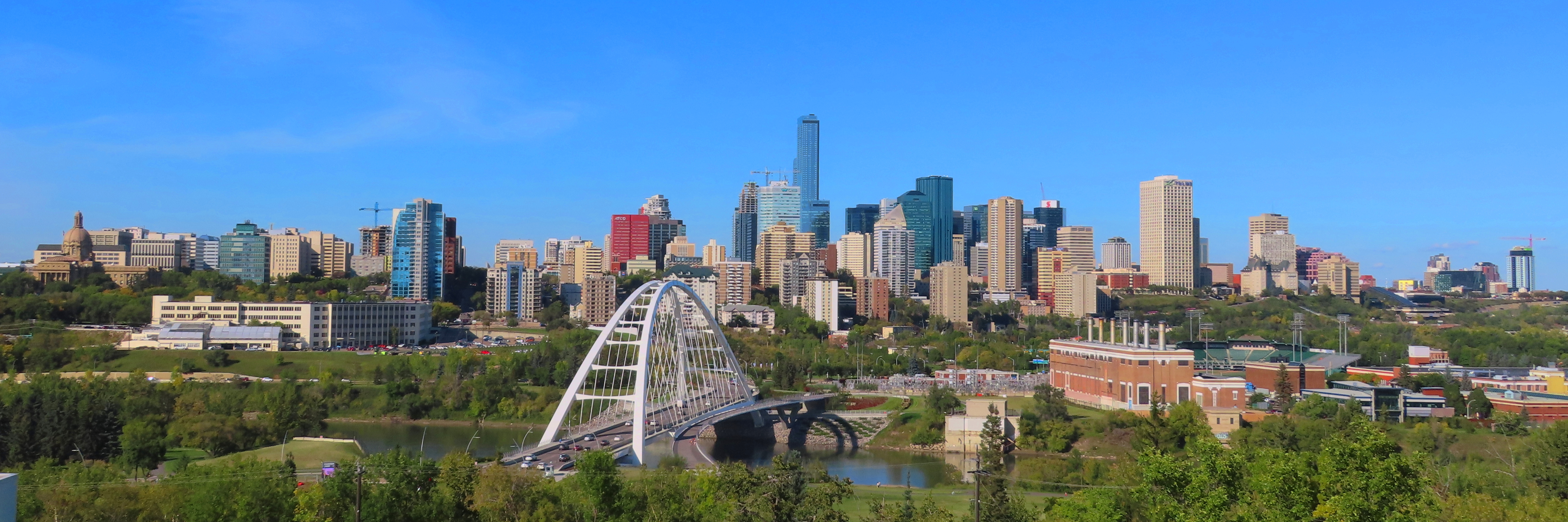
Edmonton-Skyline, im Jahr 2019

| Weltbestzeit | 1:17:46 h | Julio René Martínez | Eisenhüttenstadt, Deutschland | 8. Mai 1999     |
| Weltbestzeit | 1:17:46 h | Roman Rasskasow     | Moskau, Russland              | 19. Mai 2000    |
| WM-Rekord    | 1:19:37 h | Maurizio Damilano   | WM 1991 in Tokio, Japan       | 24. August 1991 |

Anmerkung:
Rekorde wurden im Marathonlauf und Straßengehen wegen der unterschiedlichen Streckenbeschaffenheiten mit Ausnahme von Meisterschaftsrekorden immer noch nicht geführt.
Der bestehende WM-Rekord wurde bei diesen Weltmeisterschaften nicht eingestellt und nicht verbessert.

## Durchführung
Hier gab es keine Vorrunde, alle 37 Geher traten gemeinsam zum Finale an.

## Ergebnis

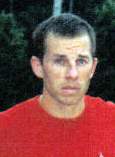
Titelverteidiger Ilja Markow, 1996 Olympiazweiter und amtierender Europameister, wurde Vizeweltmeister

4. August 2001, 14:30 Uhr
| Platz | Name                       | Nation              | Zeit (h) |
| ----- | -------------------------- | ------------------- | -------- |
| 1     | Roman Rasskasow            | Russland            | 1:20:31  |
| 2     | Ilja Markow                | Russland            | 1:20:33  |
| 3     | Wiktor Burajew             | Russland            | 1:20:36  |
| 4     | Nathan Deakes              | Australien          | 1:20:55  |
| 5     | David Márquez              | Spanien             | 1:21:09  |
| 6     | Joel Sánchez               | Mexiko              | 1:22:05  |
| 7     | Satoshi Yanagisawa         | Japan               | 1:22:11  |
| 8     | Jefferson Pérez            | Ecuador             | 1:22:20  |
| 9     | Jirí Malysa                | Tschechien          | 1:22:42  |
| 10    | Hatem Ghoula               | Tunesien            | 1:23:14  |
| 11    | Alejandro López            | Mexiko              | 1:23:20  |
| 12    | Alessandro Gandellini      | Italien             | 1:24:05  |
| 13    | Li Zewen                   | Volksrepublik China | 1:24:29  |
| 14    | Robert Heffernan           | Irland              | 1:25:02  |
| 15    | Iwan Trozki                | Belarus             | 1:25:02  |
| 16    | Lorenzo Civallero          | Italien             | 1:25:28  |
| 17    | Miloš Holuša               | Tschechien          | 1:25:37  |
| 18    | Luis García                | Guatemala           | 1:26:47  |
| 19    | Shin Il-Yong               | Südkorea            | 1:27:47  |
| 20    | Gintaras Andriuškevicius   | Litauen             | 1:27:52  |
| 21    | Arturo Huerta              | Kanada              | 1:29:27  |
| 22    | Silviu Casandra            | Rumänien            | 1:29:49  |
| 23    | Anthony Gillet             | Frankreich          | 1:31:24  |
| 24    | Sabir Sharuyayev           | Kasachstan          | 1:32:03  |
| DNF   | Aigars Fadejevs            | Lettland            |          |
| DNF   | Francisco Javier Fernández | Spanien             |          |
| DNF   | André Höhne                | Deutschland         |          |
| DNF   | Andreas Erm                | Deutschland         |          |
| DSQ   | Wladimir Andrejew          | Russland            |          |
| DSQ   | Rami Abdelhadi Al-Deeb     | Palästina           |          |
| DSQ   | Tim Berrett                | Kanada              |          |
| DSQ   | Artur Meleshkevich         | Belarus             |          |
| DSQ   | João Vieira                | Portugal            |          |
| DSQ   | Noé Hernández              | Mexiko              |          |
| DSQ   | Daugvinas Zujus            | Litauen             |          |
| DSQ   | Jauhen Missjulja           | Belarus             |          |
| DSQ   | Timothy Seaman             | USA                 |          |

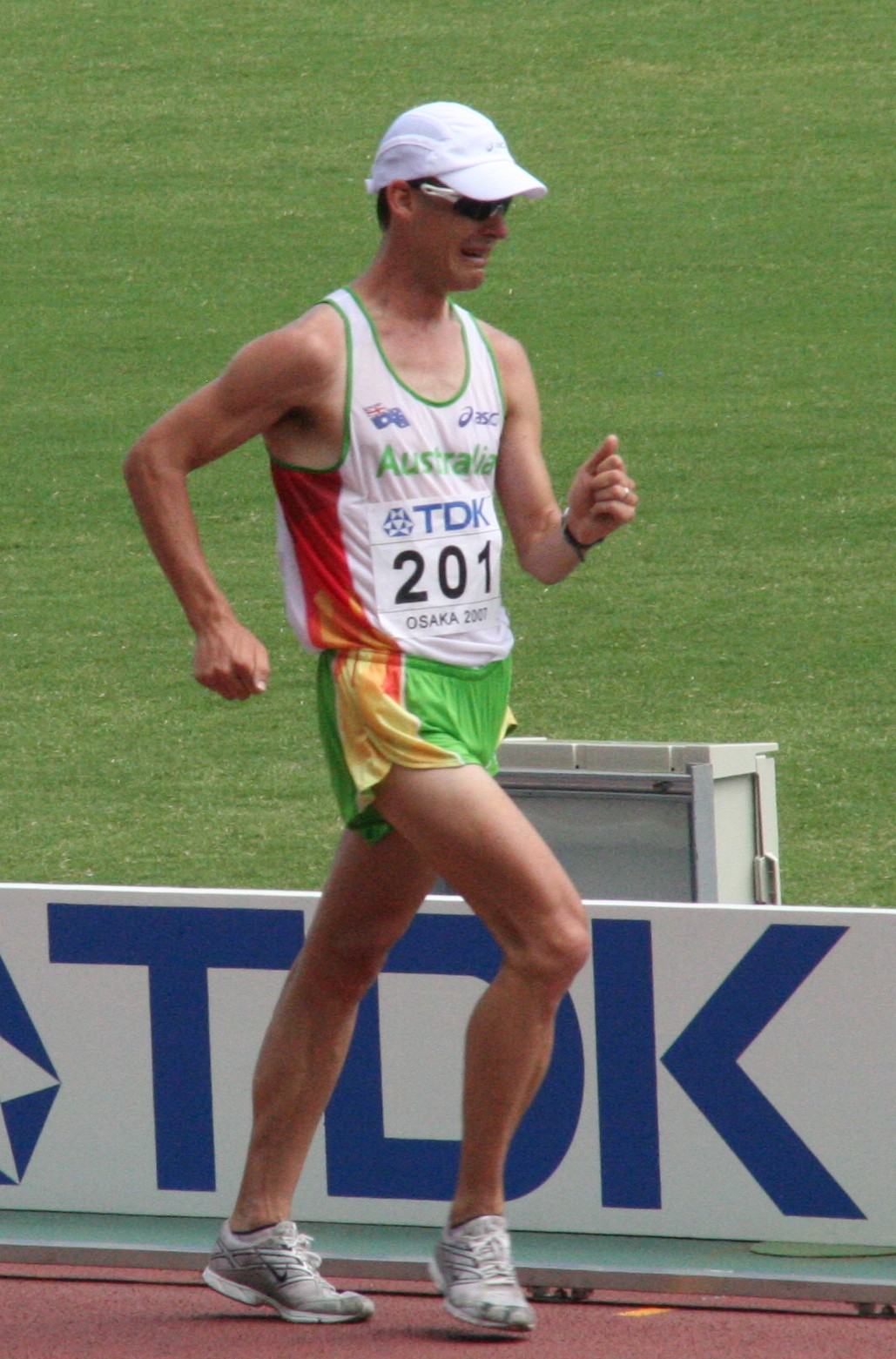
Nathan Deakes, 2000 Olympiadritter, kam auf den vierten Platz

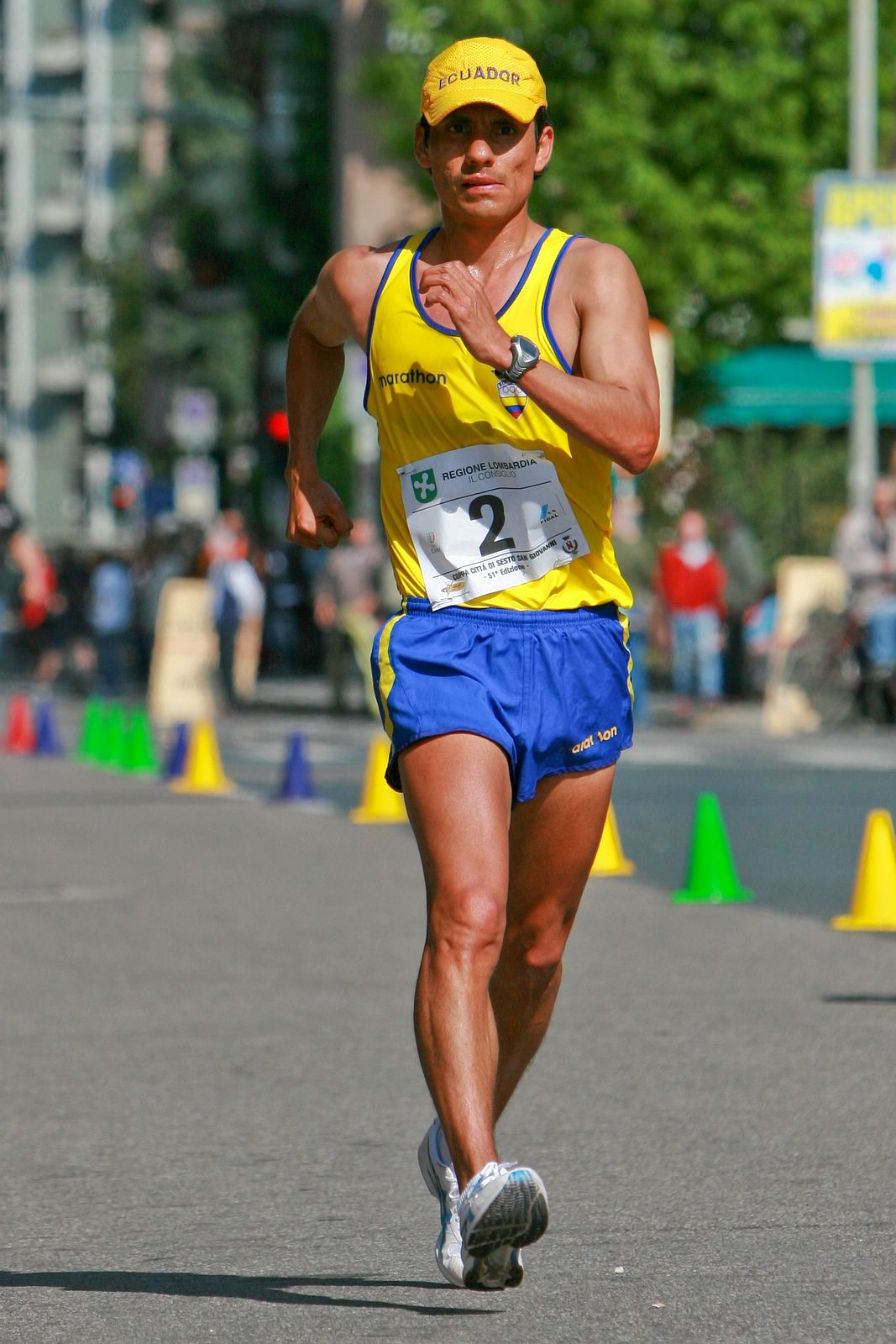
Jefferson Pérez, 1996 Olympiasieger und 1999 Vizeweltmeister, belegte Rang acht

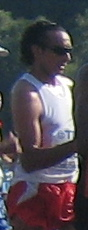
Der zehntplatzierte Hatem Ghoula
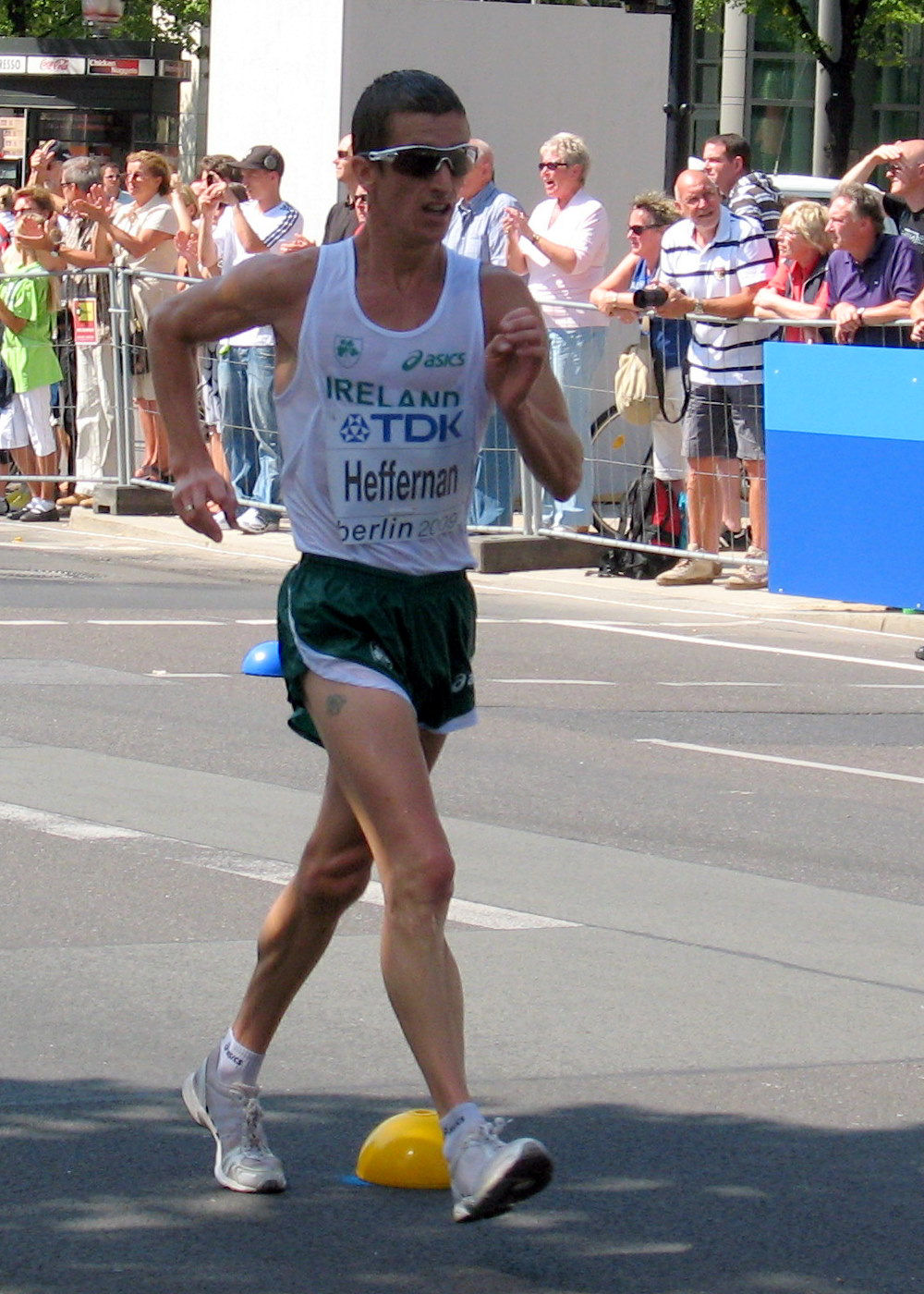
Robert Heffernan, hier auf Rang vierzehn, stand am Beginn einer erfolgreichen Karriere
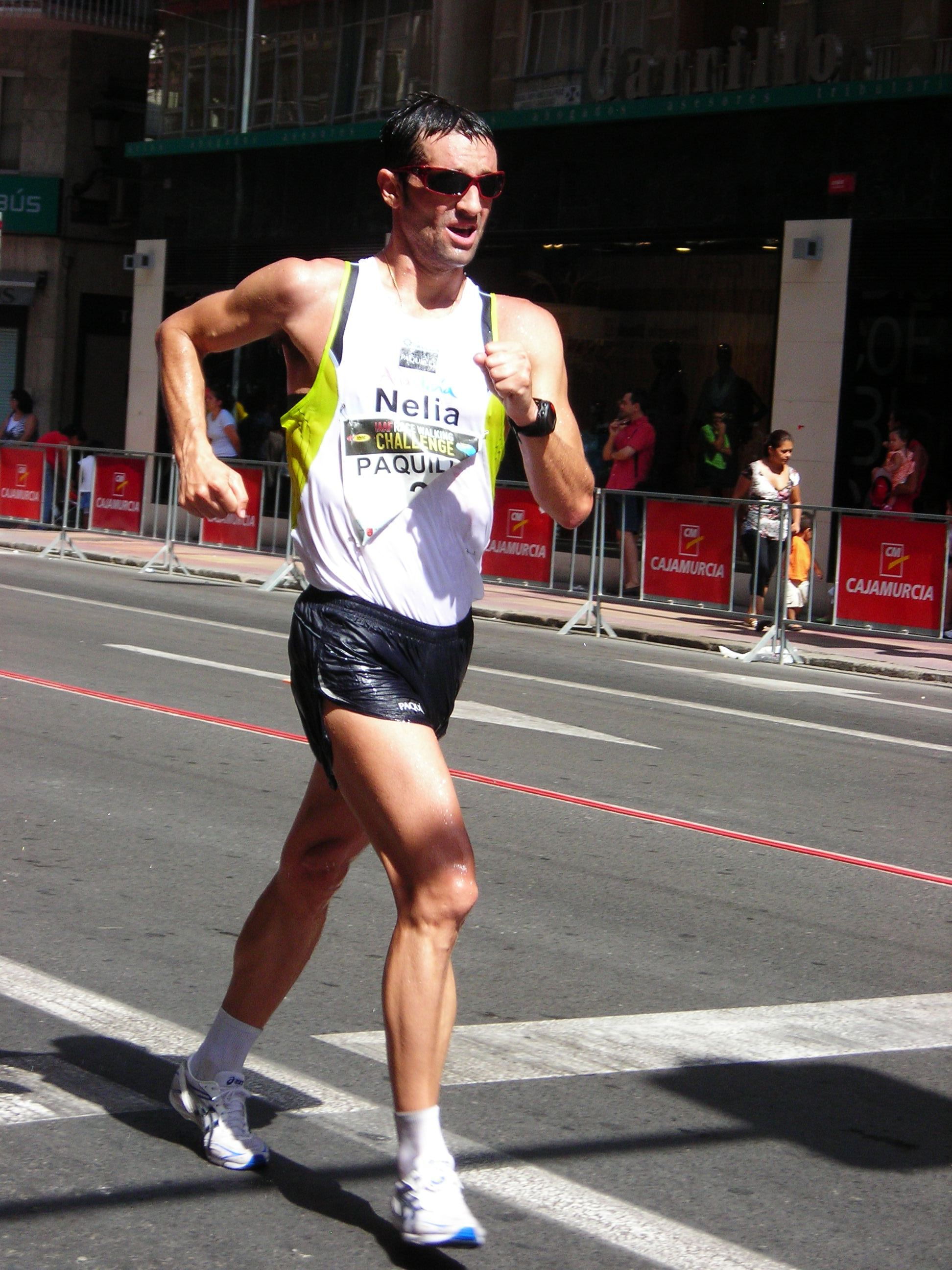
Francisco Javier Fernández erreichte hier nicht das Ziel – er hatte seine Erfolge noch vor sich
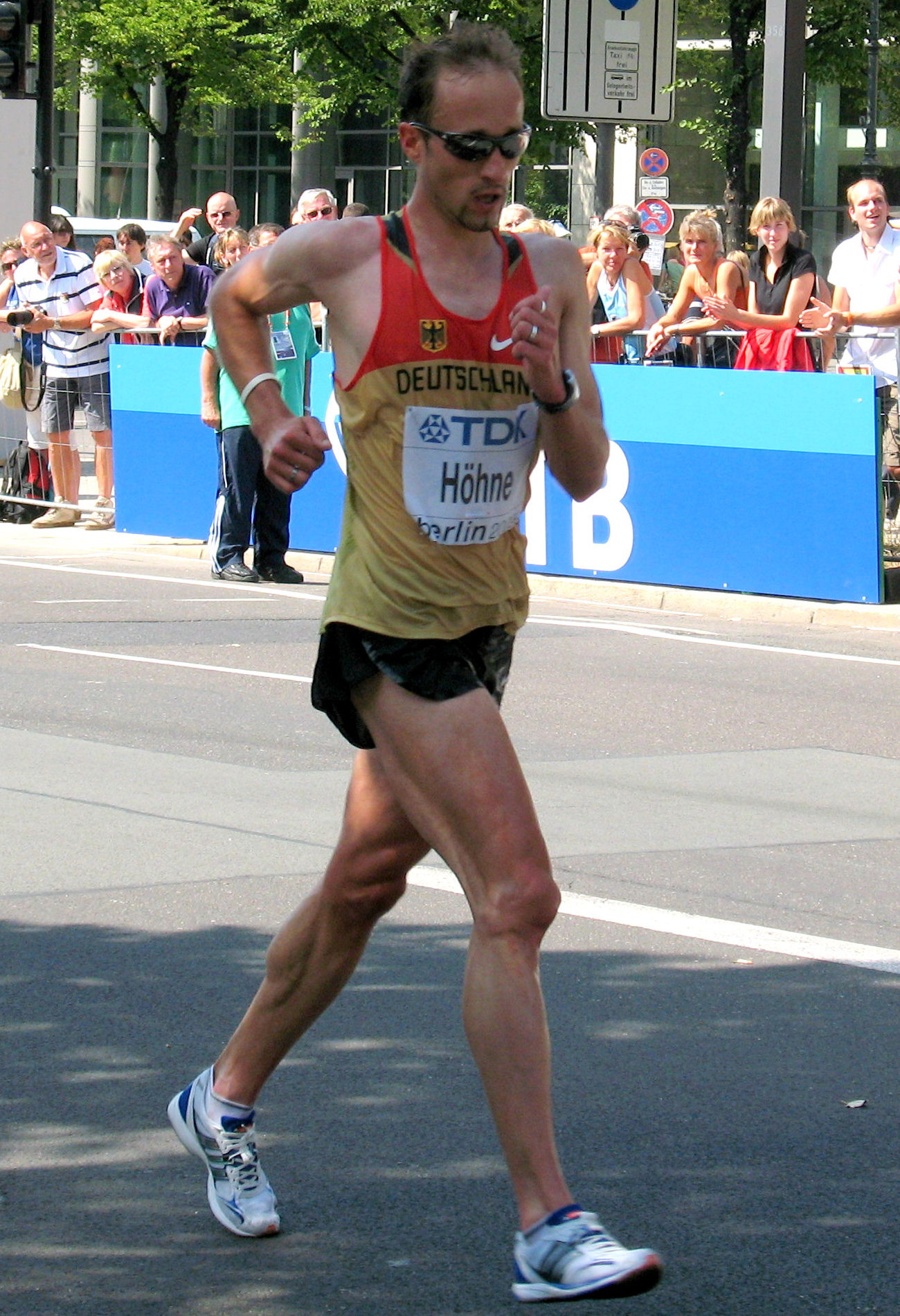
André Höhne gab den Wettbewerb vorzeitig auf
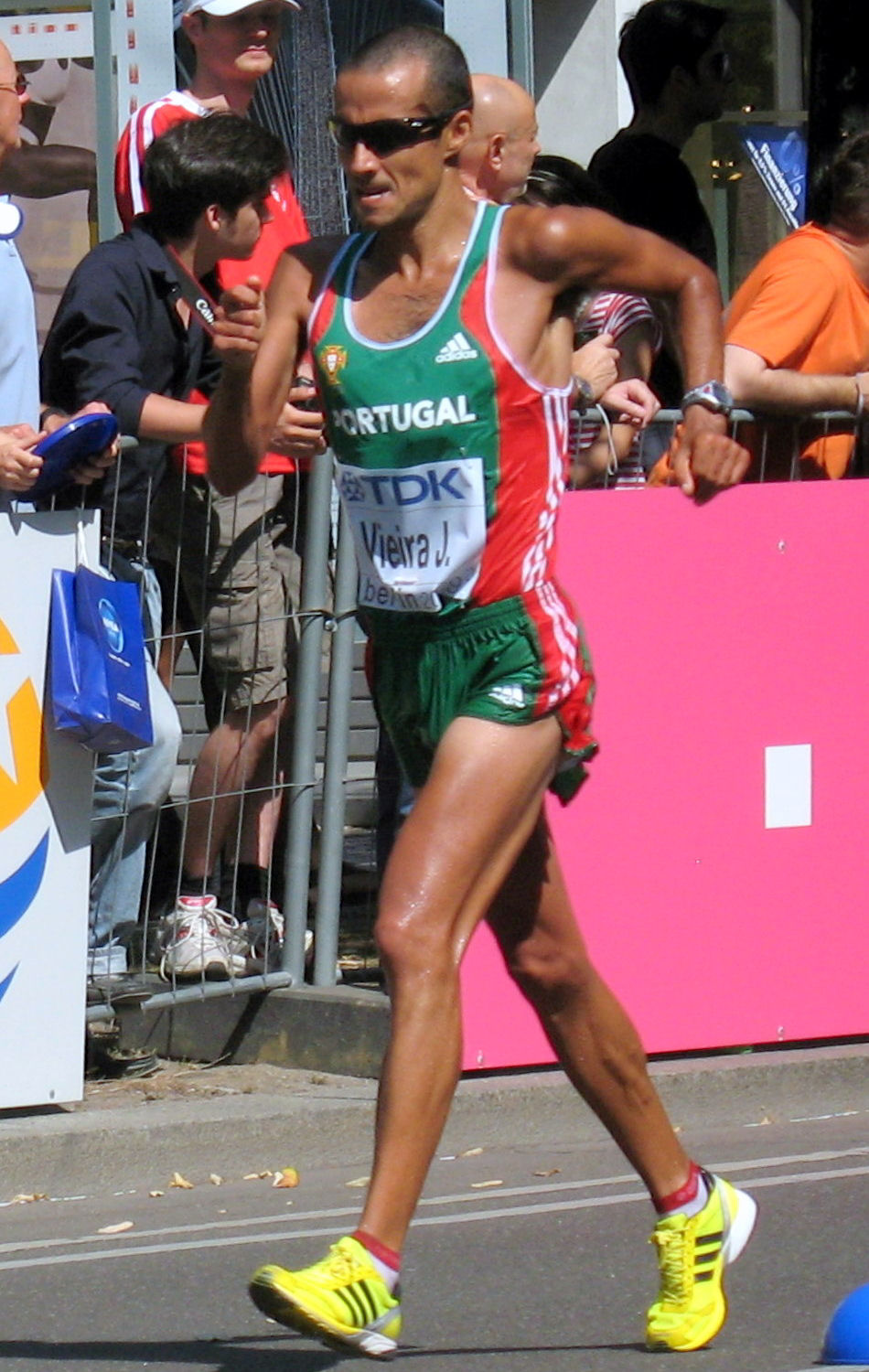
João Vieira wurde disqualifiziert
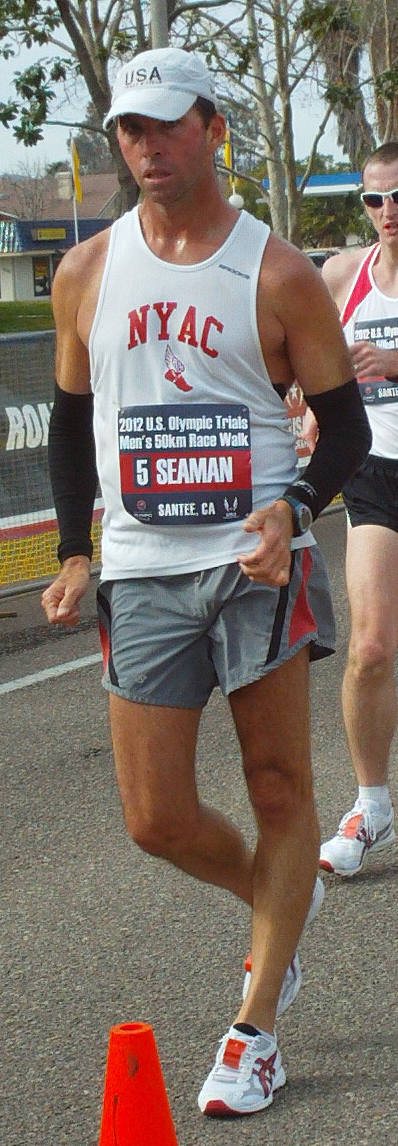
Timothy Seaman – disqualifiziert